# Парк Эспланады
Парк Эспланады (фин. Esplanadin puisto, швед. Esplanadparken), разг. Э́спа (фин. Espa) — липовый парк в историческом центре Хельсинки в районе Каартинкаупунки.

## История
Парк был разбит в 1830-е годы благодаря усилиям городского архитектора Карла Людвига Энгеля.
В связи с естественным старением зелёных насаждений, не позднее 2027 года отделом окружающей среды города Хельсинки запланирована полная замена парковых деревьев, что полностью изменит городской пейзаж.

## Инфраструктура
В парке работает летний театр «Эспа». Там же находится «Каппели» — один из старейших ресторанов финской столицы.
В центре парка стоит памятник поэту Людвигу Рунебергу. Этот памятник создал в 1885 году его сын Вальтер. Позже в парке появились памятники ещё нескольким писателям, например, Топелиусу.

## Галерея

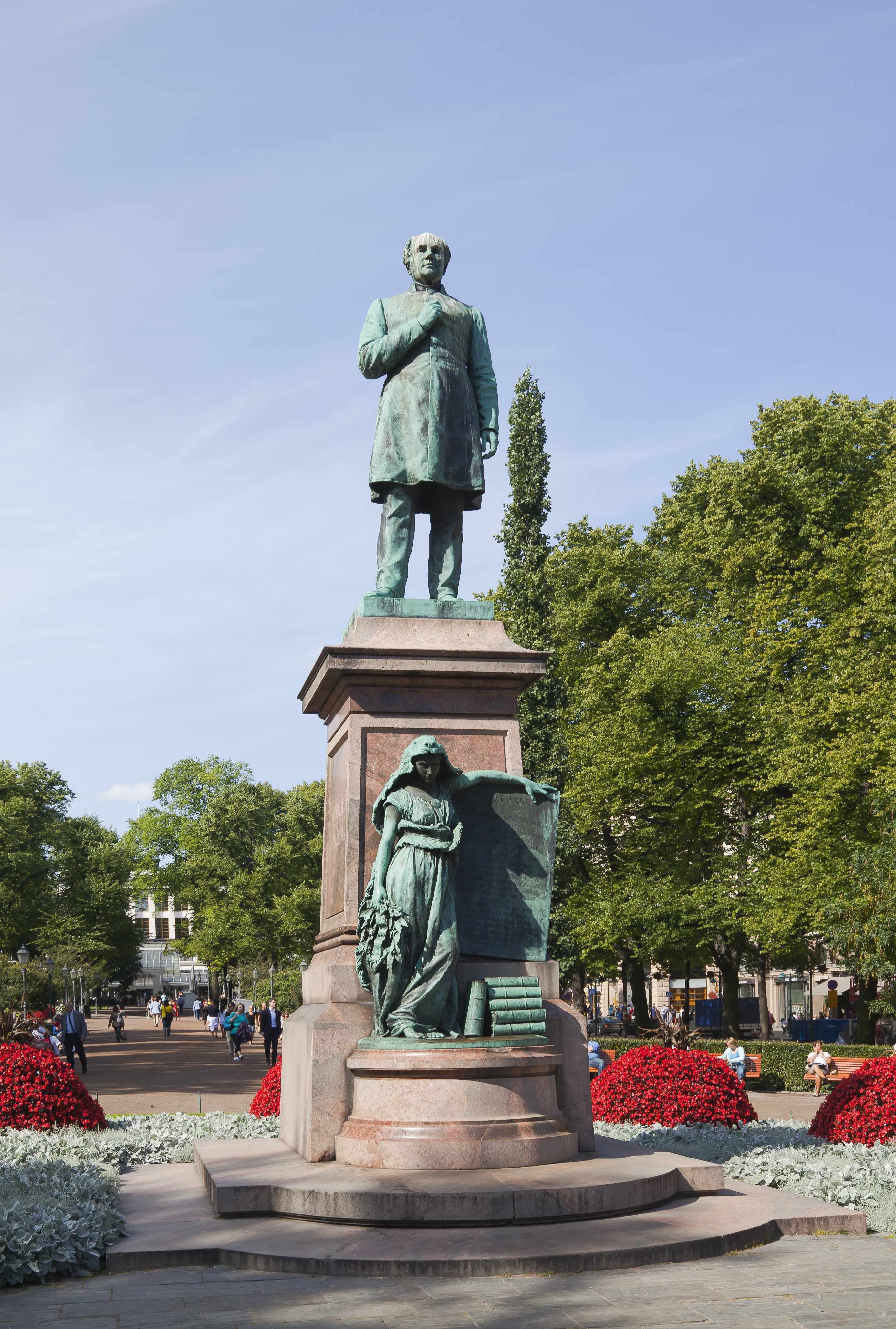
памятник поэту Людвигу Рунебергу.
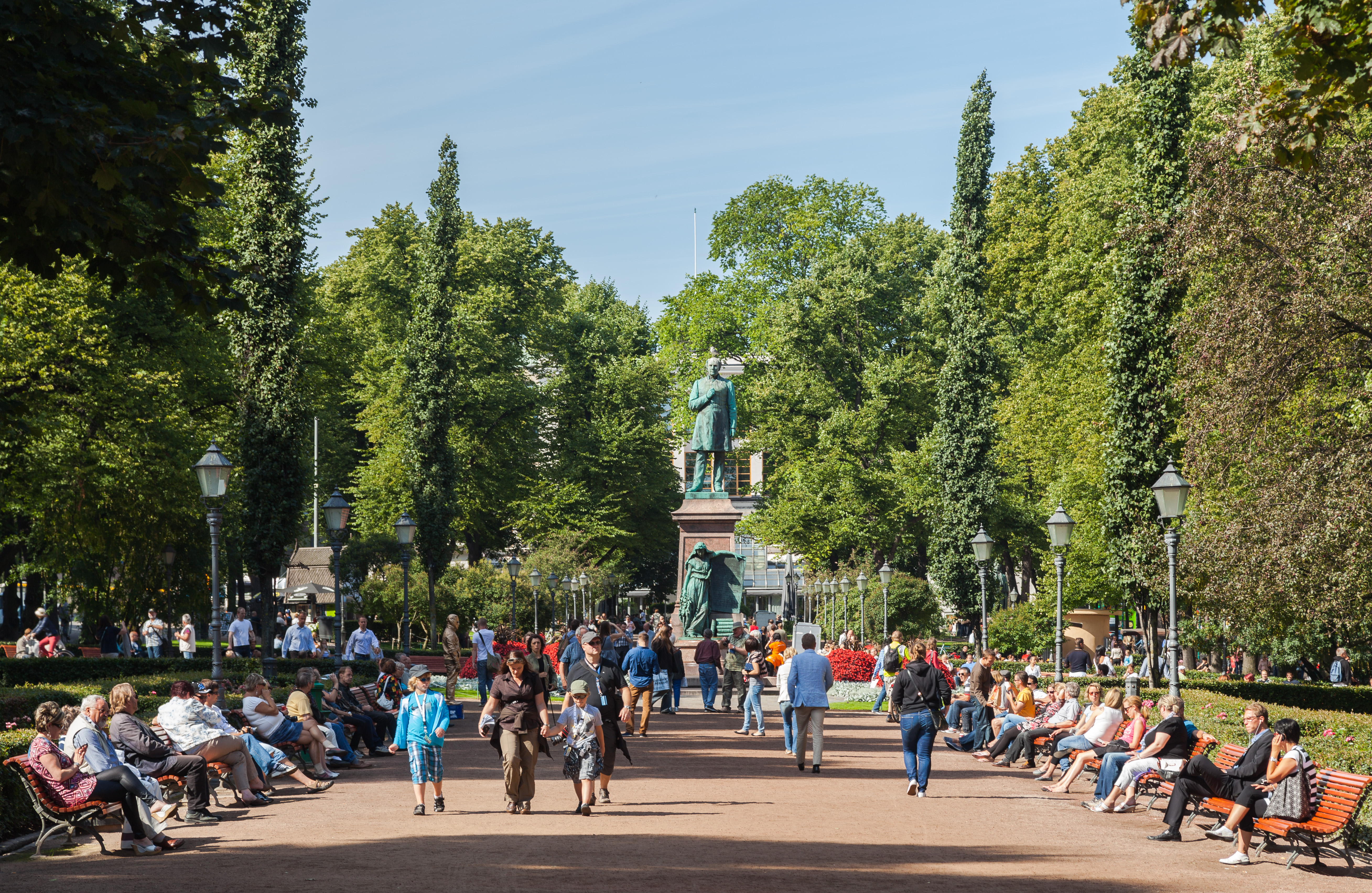
Люди в парке Эспланада 2012.
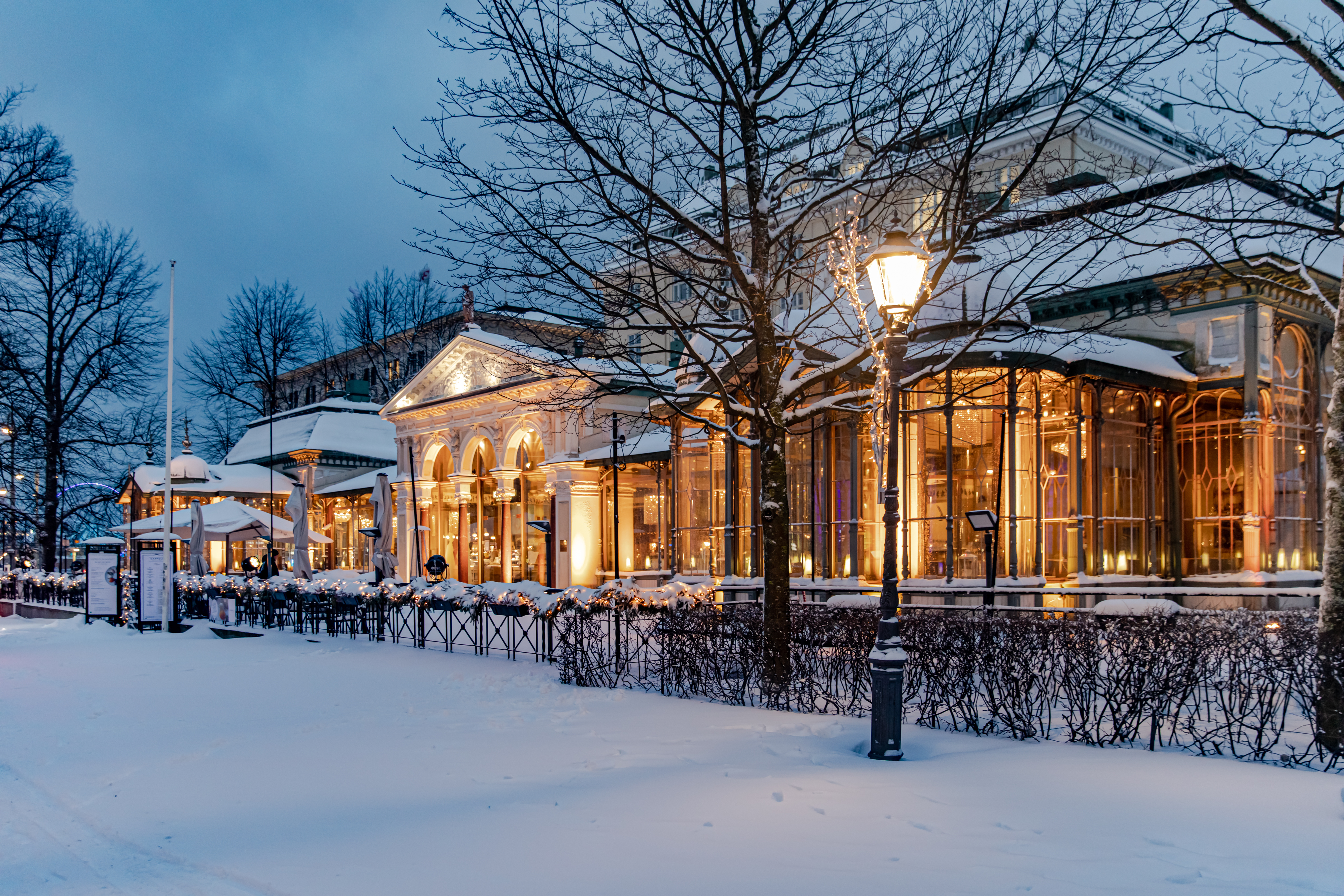
Ресторан «Каппели».
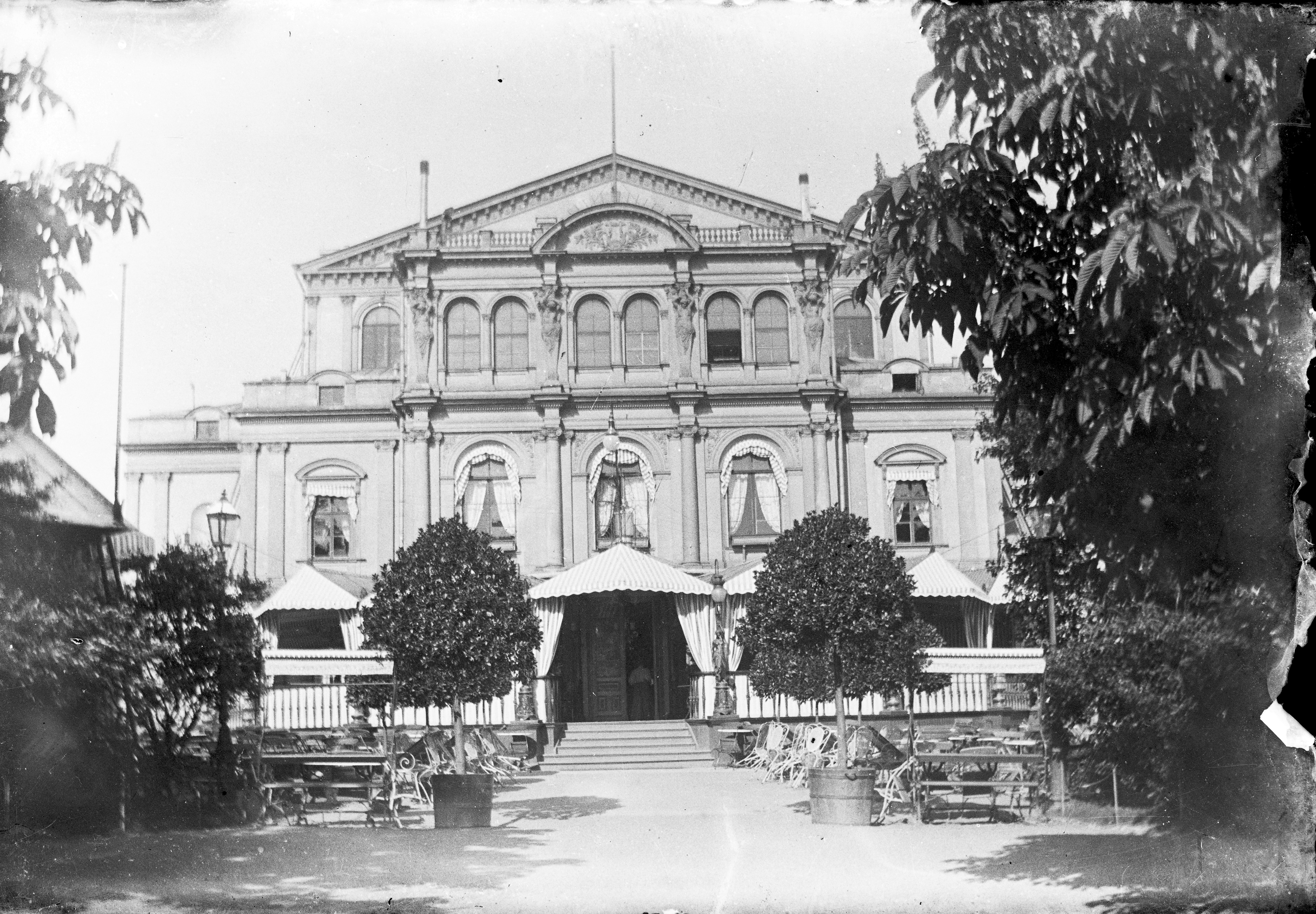
Шведский театр. Картина примерно 1890–1910 годов.
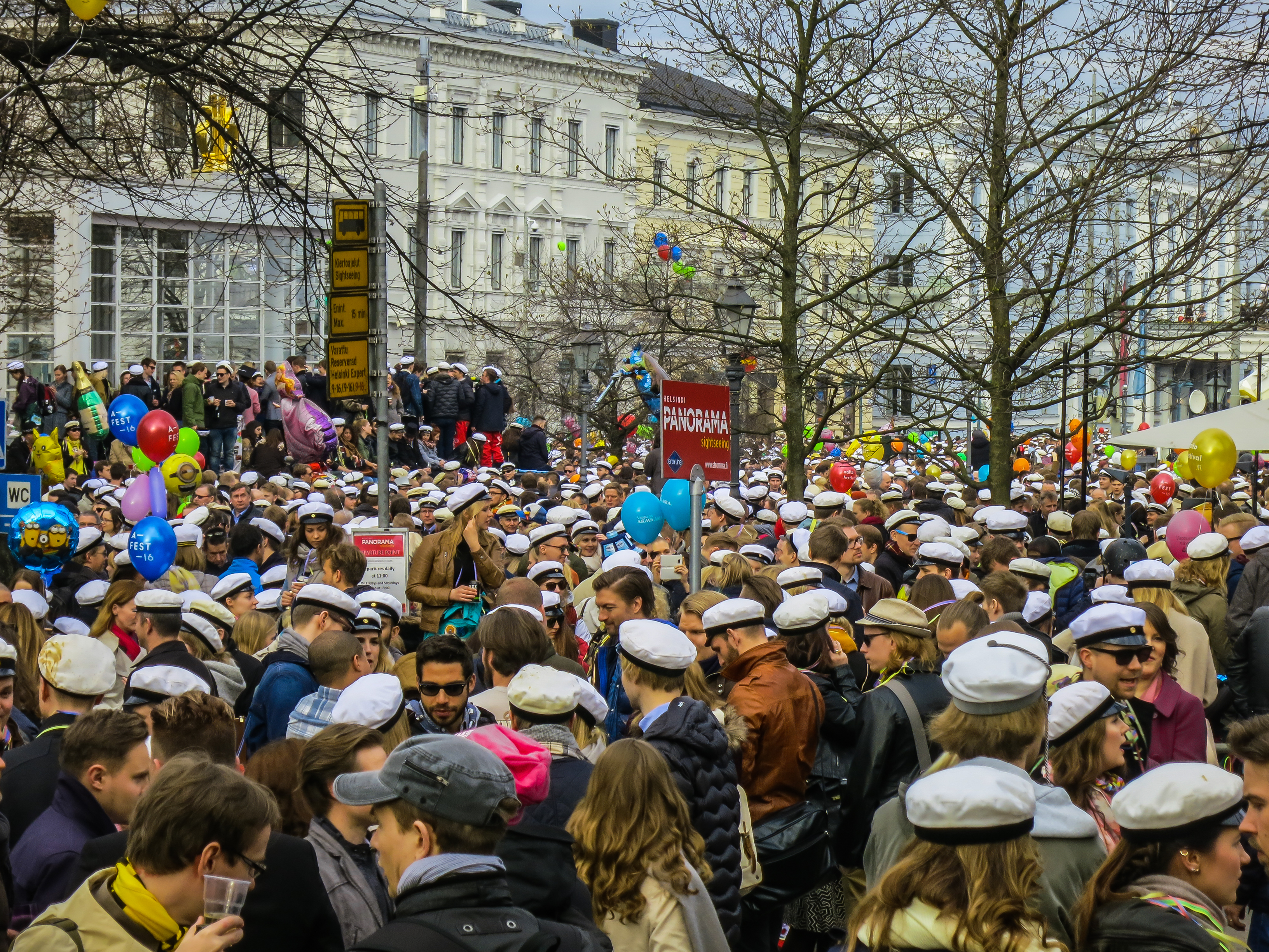
Празднование Первого мая, Хельсинки, Финляндия; школьники в белых шапочках.